# Estorãos (Fafe)

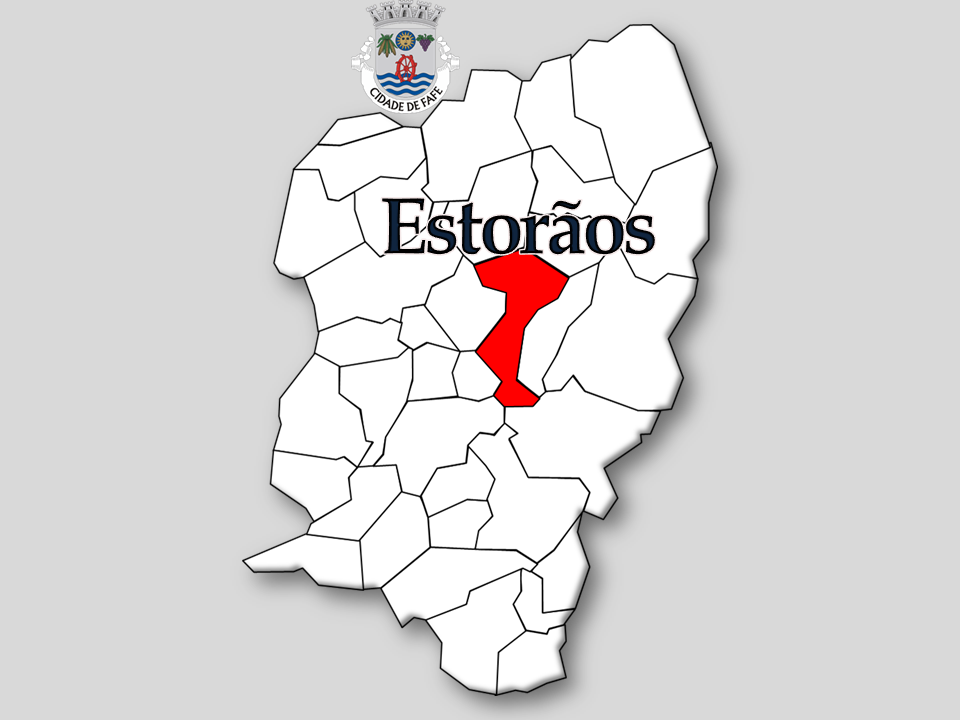
Localização da Freguesia de Estorãos no Município de Fafe

Estorãos é uma povoação portuguesa sede da Freguesia de Estorãos do Município de Fafe, freguesia com 5,9 km² de área e 1540 habitantes (censo de 2021), tendo, por isso, uma densidade populacional de 261 hab./km². Situa-se 5 km a norte da sede municipal.

## Demografia
A população registada nos censos foi:
| Ano  | 0-14 Anos | 15-24 Anos | 25-64 Anos | > 65 Anos |
| 2001 | 285       | 268        | 825        | 210       |
| 2011 | 207       | 183        | 866        | 252       |
| 2021 | 175       | 151        | 839        | 375       |

## História
Nas inquirições de 1220 aparece a referência a esta freguesia de "Sancto Thoma de Asturaos" e mais tarde, em 1268, faz-se referência ao "Inquisito Aclesia Sancti Tomé de Storãos" como sendo "paróquia própria apresentada por cavaleiros fidalgos, muito povoada, com muitos casais espalhados por diversos lugares".
No século XVIII faz-se referência a outro local de culto importante - a Capela da Senhora da Ajuda. Há relatos que contam que ali se juntava "muita gente das outras freguesias."
Teve, ao longo dos tempos, diversas designações, nomeadamente Asturanos, Asturaus, Asturianos, Esturãos, Esturas e Sturãaos, provavelmente relacionadas com os primeiros povoadores deste território.
De facto, presume-se que estes topónimos se associem à "gente que das Astúrias aqui viria habitar e dar nome à terra"…

## Património de Índole Cultural e Religioso
- Cales das Leis
- Capela da Prata
- Capela de S. Paio
- Capela de S. João
- Capela da Senhora da Ajuda
- Casa do Casal
- Casa das Leis de Cima
- Casa da Mourisca
- Fonte da Pereira
- Igreja de S. Tomé
- Jardim da Sargaça
- Parque de Lazer da Mourisca
- Parque de Lazer do Passadouro
- Parque de Lazer das Poças da Várzea
- Quinta das Leis
- Quinta das Lamas
- Rota dos Romeiros

## Instituições e Serviços Públicos
- Junta de Freguesia
- G.C.D. Estorãos
- CNE (Agrupamento 964)
- SENTIR-Associação para a Integração e Reabilitação Social (Rua de Candeiros)
- Escola Básica do 1.º Ciclo de Cabeceiros (encerrada)
- Escola Básica do 1.º Ciclo da Estrada (encerrada)
- Escola Básica do 1.º Ciclo da Mourisca (centenária; encerrada)
- Jardim de Infância (encerrado)
- Grupo Juventude Asturiana